# Мімози (фільм)
«Мімози» (ісп. Las Mimosas) — міжнародно-спродюсований драматичий фільм, знятий Олівером Лаксом. Світова прем'єра стрічки відбулась 16 травня 2016 року на Каннському кінофестивалі, а в Україні — 16 липня 2016 року на Одеському міжнародному кінофестивалі. Фільм розповідає про караван, що супроводжує Атласькими горами помираючого Шейха до його рідного села, однак дорогою він вмирає. Завершити цю місію беруться двоє пройдисвітів, які не знають дороги, але на допомогу їм приходить мешканець паралельного світу.

## У ролях
- Ахмед Гаммуд — Ахмед
- Шакіб Бен Омер — Шакіб
- Саїд Ааглі — Саїд
- Ікрам Анзулі — Ікрам
- Ахмед Ель Отемані — Мохамед
- Гамід Фарджад — Шейх

## Визнання
| Нагороди та номінації фільму «Мімози» | Нагороди та номінації фільму «Мімози»      | Нагороди та номінації фільму «Мімози» | Нагороди та номінації фільму «Мімози» | Нагороди та номінації фільму «Мімози» | Нагороди та номінації фільму «Мімози» |
| Рік                                   | Кінопремія / Кінофестиваль                 | Категорія / Нагорода                  | Номінант                              | Результат                             |                                       |
| ------------------------------------- | ------------------------------------------ | ------------------------------------- | ------------------------------------- | ------------------------------------- | ------------------------------------- |
| 2016                                  | Каннський кінофестиваль                    | Гран-прі «Тижня критиків»             | «Мімози»                              | Перемога                              |                                       |
| 2016                                  | Міжнародний кінофестиваль «Нові горизонти» | Гран-прі                              | «Мімози»                              | Номінація                             |                                       |
| 2017                                  | Премія «Люм'єр» (22-га церемонія)          | Найкращий франкомовний фільм          | «Мімози»                              | Номінація                             |                                       |